# Acessos às rodovias do estado de São Paulo

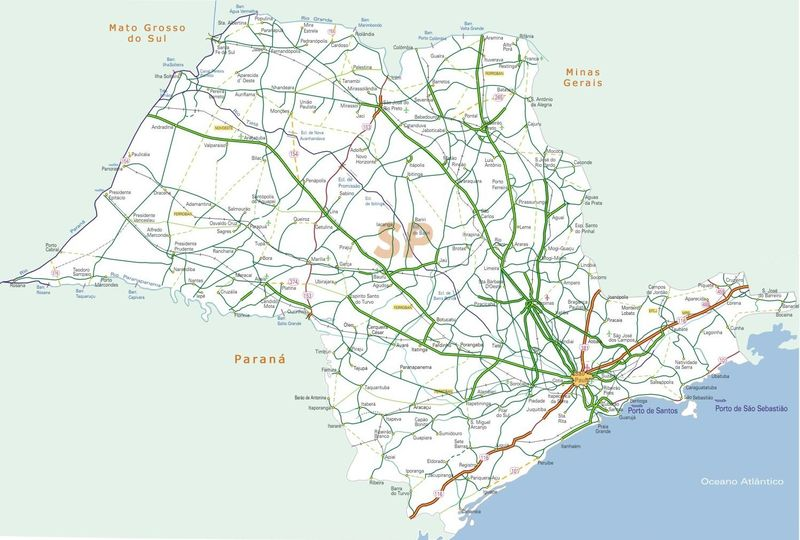
Mapa rodoviário do estado de São Paulo.

Acessos, ligam centros urbanos dos municípios às rodovias.

## Identificação
- A identificação é semelhante das estradas de rodagem estaduais é feita pela sigla "SPA", indicativa do Estado de São Paulo, seguida do número correspondente à estradas.

## Codificação
- São codificados por dois conjuntos de numerais, separados por barra, representando, o primeiro, o indicativo do quilômetro da rodovia onde sai o acesso e, o segundo, o código da rodovia que lhe dá origem, precedidos da sigla SPA.[1]

Exemplos:
- SPA 109/008 – acesso ao município de Pedra Bela no quilômetro 109 da SP-008
- SPA 024/333 – acesso ao município de Porto Feliz no quilômetro 24 da SP-333
- SPA 008/101 – acesso ao município de Hortolândia no quilômetro 8 da SP-101

## Origens quilométricas
- Os acessos têm sua origem quilométrica na rodovia.

## Acessos as rodovias do estado de São Paulo

### SP-008 até SP-099
| N° SP   | Início                                   | Término                                            | Denominação                                 |
| ------- | ---------------------------------------- | -------------------------------------------------- | ------------------------------------------- |
| 109/008 | SP-008                                   | Pedra Bela                                         | José Bueno de Miranda                       |
| 113/008 | SP-008                                   | Pinhalzinho                                        | Américo Pedro Benedetti                     |
| 135/008 | Contorno de Socorro km 135,81            | Contorno de Socorro km 140,9 = km 1,1 da SP-147    | Pompeu Conti                                |
| 003/010 | SP-010 (BR-381 – Rodovia Fernão Dias)    | Vargem                                             | Estrada entre Serras e Águas                |
| 009/010 | SP-010 (BR-381 – Rodovia Fernão Dias)    | Bragança Paulista (Graripocaba)                    | João Hermenegildo de Oliveira               |
| 021/010 | SP-010 (BR-381 – Rodovia Fernão Dias)    | Bragança Paulista (Taboão)                         | Francisco de Toledo Leme, Farmacêutico      |
| 052/031 | SP-031                                   | Divisa Mauá - São Paulo                            | Ramal de Sapopemba                          |
| 058/031 | Variante da SP-031                       | SP-031                                             |                                             |
| 166/042 | SP-042                                   | São Bento do Sapucaí (Paiol Grande)                | Prefeito Benedito Gomes de Sousa            |
| 162/050 | SP-050 (Santo Antônio do Pinhal)         | Divisa com Minas Gerais                            | João Batista Furquim                        |
| 248/055 | SP-055 (Monte Cabrão)                    | Guarujá                                            | Domenico Rangoni, Cônego                    |
| 291/055 | SP-055 - Praia Grande, bairro Mirim      | Praia Grande, bairro Intermares (Av. Ayrton Senna) | Via Expressa Sul                            |
| 344/055 | SP-055 (Itariri)                         | Peruíbe (Centro)                                   |                                             |
| 001/058 | SP-058 (Cachoeira Paulista)              | SP-062 (Anel Viário)                               | João Ribeiro de Barros Junior               |
| 227/058 | SP-058 (Pinheiros)                       | Lavrinhas                                          | Vicente de Paula Penido, Deputado           |
| 056/060 | Santa Isabel                             | SP-060 (Até km 185 da BR-116 - Via Dutra)          | Arthur Matheus                              |
| 022/060 | SP-060 (BR-116 - Via Dutra)              | Lavrinhas e Cruzeiro                               | Julio Fortes                                |
| 034/060 | SP-060 km 34,8 N da (BR-116 - Via Dutra) | Cruzeiro                                           | Hamilton Vieira Mendes                      |
| 087/060 | SP-060 (BR-116 - Via Dutra)              | SP-062 em Pindamonhangaba (Moreira Cesar)          | Luís Dumont Vilares                         |
| 094/060 | SP-060 (BR-116 - Via Dutra)              | Pindamonhangaba                                    | Manuel Cesar Ribeiro                        |
| 161/060 | SP-060 (BR-116 - Via Dutra)              | Jacareí                                            | Avenida Lucas Nogueira Garcez               |
| 170/060 | SP-060 (BR-116 - Via Dutra)              | Jacareí                                            | Avenida Getulio Vargas                      |
| 176/060 | SP-060 (BR-116 - Via Dutra)              | SP-066 (Guararema)                                 | Nicola Capucci                              |
| 110/062 | SP-062 (Caçapava)                        | Camanducaia (ligação)                              | Osório da Cunha Lara Neto, Prefeito         |
| 133/062 | SP-062 (Taubaté)                         | Tremembé (nova)                                    | João Caetano Álvares Junior, Engenheiro     |
| 143/062 | SP-062 (Rio Una)                         | Tremembé                                           | Francisco Alves Monteiro                    |
| 244/068 | SP-068 (Areias)                          | Queluz - (BR-116 - Via Dutra)                      | Nesralla Rubez, Deputado                    |
| 040/079 | SP-079 (Salto)                           | Itu, Via Expressa                                  | Sem denominação (Aguardando aprovação)      |
| 103/079 | SP-079 (Ligação Sorocaba)                | Votorantim                                         | Miguel Affonso Ferreira de Castilho, Doutor |
| 104/079 | SP-079                                   | Salto de Pirapora                                  | João Guimarães                              |

### SP-101 até SP-197
| N° SP    | Início                                            | Término                                  | Denominação                                 |
| -------- | ------------------------------------------------- | ---------------------------------------- | ------------------------------------------- |
| 026/0101 | SP-101                                            | Monte Mor (2º Acesso)                    | Benedito Santos, Prefeito                   |
| 032/101  | SP-101                                            | Elias Fausto                             | Antonio Rossi                               |
| 051/101  | SP-101                                            | Rafard                                   | Genáro Vigorito, Prefeito                   |
| 017/123  | SP-123                                            | Tremembé                                 | Pedro Celete                                |
| 003/125  | SP-125 (Taubaté)                                  | Baraceia                                 | Antonio de Angelis                          |
| 042/125  | SP-125                                            | São Luís do Paraitinga                   | João Roman                                  |
| 043/125  | SP-125                                            | São Luís do Paraitinga                   | Vereador José Pinto de Sousa                |
| 046/125  | SP-125 (São Luís do Paraitinga)                   | Alto da Serra (Estrada Velha de Ubatuba) | Abilio Monteiro de Campos, Vereador         |
| 045/127  | SP-127                                            | Rio das Pedras                           | Valerio Pedro da Silveira Martins, Vereador |
| 091/127  | SP-127                                            | Cerquilho                                | José Orestes Corradi (Nenzinho)             |
| 011/129  | SP-129                                            | Boituva                                  | Engenheiro Luís José Schincariol            |
| 108/139  | Variante Externa da SP-139 (km 107,9 ao km 110,2) | São Miguel Arcanjo                       | Alcidino Franca                             |
| 019/143  | SP-143                                            | Pereiras                                 | Lauro de Almeida, Prefeito                  |
| 040/150  | Interligação Planalto da SP-150 com a             | SP-160 (São Bernardo do Campo)           | Antonio Carlos de Morais, Perito Crim. Engº |

### SP-201 até SP-294
| N° SP     | Início                                                             | Término                                                      | Denominação                                    |
| --------- | ------------------------------------------------------------------ | ------------------------------------------------------------ | ---------------------------------------------- |
| 001/201   | SP-201 Pirassununga                                                | SP-215 Sta. Cruz das Palmeiras                               | Prefeito Euberto Nemésio Pereira de Godoy      |
| 050/215   | SP-215 (Rodovia Dep. Vicente Botta)                                | Centro de Reabilitação de Casa Branca                        | Ary Pinto Lippelt, Doutor                      |
| 111/215   | SP-215 (Rodovia Dep. Vicente Botta)                                | Descalvado (sentido do município de Porto Ferreira)          | Antonio Benedito Paschoal                      |
| 117/215   | SP-215 (Rodovia Dep. Vicente Botta)                                | Descalvado (sentido do município de São Carlos)              | Juvenal Pozzi                                  |
| 136/215   | SP-215 (Rodovia Dr. Paulo Lauro)                                   | Santuário de Nossa Senhora Aparecida da Babilônia São Carlos | SCA Leôncio Zambel                             |
| 146/215   | SP-215 (Rodovia Dr. Paulo Lauro)                                   | São Carlos (Trevo sul entrocamento de rodovias)              | Washington Luís, rodovia                       |
| 147/215   | SP-215 (Rodovia Luís Augusto de Oliveira)                          | Trevo sul de São Carlos                                      | Cel. José Augusto de Oliveira Salles, rua      |
| 149/215   | SP-215 (Rodovia Luís Augusto de Oliveira)                          | São Carlos (Trevo sul de São Carlos) Represa do Broa         | Morumbi, avenida Domingos Innocentini, rodovia |
| 150/215   | SP-215 (Rodovia Luís Augusto de Oliveira)                          | Cidade Aracy em São Carlos                                   | José Antonio Migliato, avenida                 |
| 19/225    | SP-225 Limite Aguaí-Pirassununga                                   | SP-330 Pirassununga                                          | Ciro Albuquerque, Deputado                     |
| 51/225    | SP-330 Pirassununga                                                | SP-310 Itirapina                                             | Rogê Ferreira, Deputado                        |
| 159/225   | SP-225 (Guarapuã)                                                  | Dois Córregos                                                | Fernando de Oliveira Simões, Doutor            |
| 195/225   | SP-225                                                             | Itapuí                                                       | Alberto Massoni, Prefeito                      |
| 228/225   | SP-225                                                             | Bauru (2ª pista)                                             | Horácio Frederico Pyles, Engenheiro            |
| 003/245   | SP-245                                                             | Arandu                                                       | Diamantino Monteiro Gama                       |
| 022/245   | SP-245                                                             | Escola Técnica Agrícola Prefeito José Esteves                | Donato Francisco Sassi                         |
| 160/250   | SP-250                                                             | Pilar do Sul                                                 | José de Almeida Rosa                           |
| 174/250   | SP-250                                                             | São Miguel Arcanjo                                           | José Alves Machado                             |
| 106/253   | SP-253                                                             | Santa Rosa de Viterbo                                        | João Gentil                                    |
| 051/255   | SP-255                                                             | Rincão                                                       | Paulo de Arruda Correa da Silva, Jornalista    |
| 069/255   | SP-255                                                             | Américo Brasiliense                                          | Antonio Barbieri                               |
| 076/255   | SP-255                                                             | Araraquara                                                   | José Barbanti Netto                            |
| 077/255   | SP-255                                                             | Vila Xavier (Araraquara)                                     | Abdo Najm                                      |
| 105/255   | SP-255                                                             | Boa Esperança do Sul (Pedra Branca)                          | Cottar Tannuri                                 |
| 112/255   | SP-255                                                             | Boa Esperança do Sul                                         | Carlos Eduardo Rosin                           |
| 113/255   | SP-255                                                             | Boa Esperança do Sul                                         | Engenheiro José Luís Beraldo                   |
| 114/255   | SP-255                                                             | Boa Esperança do Sul (Trabiju)                               | João Schmidt                                   |
| 133/255   | SP-225                                                             | Bocaina                                                      | José Mendes de Abreu Junior, Cônego            |
| 138/255   | SP-225                                                             | Bocaina                                                      | Benedito Montenegro, Professor                 |
| 442/266   | SP-266 (Cândido Mota)                                              | Assis                                                        | Benedito Pires                                 |
| 460/266   | SP-266 (Cândido Mota)                                              | SP-333                                                       | Antonio Maia                                   |
| 060/270   | Interligação da SP-270 (Rodovia Raposo Tavares em São Roque) com a | SP-250 (Ibiúna)                                              | José Ermírio de Moraes Filho, Doutor           |
| 060/270   | Interligação da SP-270 (Rodovia Raposo Tavares em São Roque) com a | SP-250 (Ibiúna)                                              | Quintino de Lima, Prefeito                     |
| 092/270   | SP-270 (Rodovia Raposo Tavares)                                    | Sorocaba                                                     | João Salerno, Doutor                           |
| 112/270   | SP-270 (Rodovia Raposo Tavares em Iperó)                           | Distrito Varnhagem                                           | João Paulo de Andrade Figueira, Doutor         |
| 142/270   | SP-270 (Rodovia Raposo Tavares)                                    | Sarapuí                                                      | Leonidio de Sousa Barros                       |
| 204/270   | SP-270 (Rodovia Raposo Tavares)                                    | Angatuba                                                     | Ivens Vieira                                   |
| 424/270   | SP-270 (Rodovia Raposo Tavares)                                    | Platina                                                      | Domingos Samponi                               |
| 552/270/2 | SP-270 (Rodovia Raposo Tavares)                                    | Regente Feijó                                                | Geraldo Rodrigues Arruda                       |
| 553/270   | SP-270 (Rodovia Raposo Tavares)                                    | Anhumas                                                      | Henrique Moreno                                |
| 569/270   | SP-270 (Rodovia Raposo Tavares)                                    | Presidente Prudente (Cica/Sabesp)                            | Alberto Bonfiglioli, Comendador                |
| 032/280   | SP-280 (Rodovia Castelo Branco)                                    | Jandira                                                      | João de Goes                                   |
| 053/280   | SP-280 (Rodovia Castelo Branco)                                    | São Roque                                                    | Livio Tagliassachi, Prefeito                   |
| 115/280   | SP-280 (Rodovia Castelo Branco)                                    | Iperó                                                        | José Sartorelli                                |
| 162/280   | SP-280 (Rodovia Castelo Branco)                                    | Porangaba                                                    | Francisco de Almeida                           |
| 216/280   | SP-280 (Rodovia Castelo Branco)                                    | Itatinga                                                     | José Sab                                       |
| 039/281   | SP-281                                                             | Riversul                                                     | Pedro Ribeiro Pinto, Professor                 |
| 043/281   | SP-281                                                             | Riversul                                                     | Paulo Coluco                                   |
| 498/284   | SP-284 (Quatá)                                                     | Fazenda Santa Lina                                           | Eloy Sim Caldas                                |
| 030/287   | SP-287 (Tejupá)                                                    | Piraju                                                       | Antonio Nicolau Ferreira                       |
| 006/293   | SP-293                                                             | Cabrália Paulista                                            | Sebastião de Oliveira Rocha, Padre             |
| 570/294   | SP-294                                                             | Osvaldo Cruz                                                 | Vasco Pigozzi                                  |
| 571/294   | SP-294                                                             | Salmourão                                                    | Mariano de Oliveira Wendel, Engenheiro         |

### SP-300 até SP-387
| N° SP     | Início                                                                     | Término                                         | Denominação                                                                |
| --------- | -------------------------------------------------------------------------- | ----------------------------------------------- | -------------------------------------------------------------------------- |
| 066/300   | SP-300 (Rodovia Dom Gabriel Paulino Bueno Couto)                           | Itupeva                                         | Hermenegildo Tonoli, Vice-prefeito                                         |
| 085/300   | SP-300 (Rodovia Dom Gabriel Paulino Bueno Couto)                           | Cabreúva                                        | José de Moraes, Vereador                                                   |
| 097/300   | SP-300 (Rodovia Dom Gabriel Paulino Bueno Couto)                           | Salto                                           | Hilário Ferrari, Prefeito                                                  |
| 157/300   | SP-300 (Rodovia Marechal Rondon)                                           | Tietê                                           | Oswaldo Rodrigues de Moraes, Prefeito                                      |
| 241/300   | Variante da SP-300 (Rodovia Marechal Rondon) em Botucatu entre os km 241 a | km 247                                          | Gastão Dal Farra                                                           |
| 250/300   | SP-300 (Rodovia Marechal Rondon) em Botucatu                               | Rubião Junior                                   | Domingos Sartori                                                           |
| /300      | SP-300 (Rodovia Marechal Rondon)                                           | Unesp (Botucatu)                                | Antonio Butignoli                                                          |
| 326/300   | SP-300 (Rodovia Marechal Rondon)                                           | Agudos (2º acesso)                              | José Nogueira de Abreu, Professor                                          |
| 460/300   | SP-300 (Rodovia Marechal Rondon)                                           | Promissão                                       | Shuhei Uetsuka, Doutor                                                     |
| 476/300   | SP-300 (Rodovia Marechal Rondon)                                           | Avanhandava                                     | Olavo Fornazari                                                            |
| 486/300   | SP-300 (Rodovia Marechal Rondon)                                           | Penápolis e à SP-425                            | Luciano Arvaldo Covolan, 2º Sargento PM                                    |
| 501/300   | SP-300 (Rodovia Marechal Rondon)                                           | Glicério                                        | Fuad Eid, Prefeito                                                         |
| 509/300   | SP-300 (Rodovia Marechal Rondon)                                           | Coroados                                        | Cherobin Lorenzetti                                                        |
| 516/300   | SP-300 (Rodovia Marechal Rondon)                                           | Birigui                                         | Antonio René de Paula Leite                                                |
| 561/300   | SP-300 (Rodovia Marechal Rondon)                                           | Rubiácea                                        | Virso Estevam Baraldi                                                      |
| 568/300   | SP-300 (Rodovia Marechal Rondon)                                           | Bento de Abreu                                  | Ezequiel Paulo Pereira                                                     |
| 576/300   | SP-300 (Rodovia Marechal Rondon)                                           | Valparaíso                                      | Geraldo Maximiniano Leite                                                  |
| 594/300   | SP-300 (Rodovia Marechal Rondon)                                           | Lavínia                                         | Arthur Giometti                                                            |
| 601/300   | SP-300 (Rodovia Marechal Rondon)                                           | Mirandópolis                                    | Neif Mustafa, Doutor                                                       |
| 607/300   | SP-300 (Rodovia Marechal Rondon)                                           | Mirandópolis (Bairro 1ª Aliança)                | Chikazo Kitahara                                                           |
| 615/300   | SP-300 (Rodovia Marechal Rondon)                                           | Guaraçaí                                        | José Caldato                                                               |
| 625/300   | SP-300 (Rodovia Marechal Rondon)                                           | Murutinga do Sul                                | Alcides Monteiro                                                           |
| 653/300   | SP-300 (Rodovia Marechal Rondon)                                           | Castilho                                        | Antonio Brito Vieira                                                       |
| 127/304   | SP-304 (Rodovia Luís de Queirós) em Americana                              | Nova Odessa                                     | Jean Nicolini, Astrônomo                                                   |
| 331/304   | SP-304                                                                     | (Bariri)                                        | José Fialdi                                                                |
| 342/304   | SP-304                                                                     | Itaju                                           | José Masson, Prefeito                                                      |
| 365/304   | SP-304                                                                     | Ibitinga                                        | Manoel Alves Lopes                                                         |
| 117/308   | SP-308                                                                     | Elias Fausto                                    | Moacir Martins, Vereador                                                   |
| 310       | SP-310 (Rodovia Washington Luís)                                           | SP-191 (Ligação Rio Claro – Ipeúna)             | Antônio Silveira Pedreira                                                  |
| 193/310   | SP-310 (Rodovia Washington Luís)                                           | Corumbataí                                      | Amim José Bicharra                                                         |
| 227,8/310 | SP-310 (Rodovia Washington Luís)                                           | SP-215 (São Carlos)                             | Paulo Lauro Dr., rodovia a leste Luís Augusto de Oliveira, rodovia a oeste |
| 228,5/310 | SP-310 (Rodovia Washington Luís)                                           | São Carlos                                      | Getúlio Vargas, avenida                                                    |
| 231/310   | SP-310 (Rodovia Washington Luís)                                           | São Carlos e (FADISC)                           | Marino da Costa Terra, Dr., rua                                            |
| 231,7/310 | SP-310 (Rodovia Washington Luís)                                           | São Carlos                                      | Acesso duplo a São Carlos, pela Lourenço Innocentini, rua                  |
| 232/310   | SP-310 (Rodovia Washington Luís)                                           | São Carlos                                      | Acesso duplo a São Carlos                                                  |
| 233,7/310 | SP-310 (Rodovia Washington Luís)                                           | São Carlos                                      | Polícia Rodoviária (sentido sul)                                           |
| 234/310   | SP-310 (Rodovia Washington Luís)                                           | São Carlos                                      | Acesso a São Carlos, pela Avenida Araraquara                               |
| 235/310   | SP-310 (Rodovia Washington Luís)                                           | São Carlos (UFSCar)                             | Acesso duplo direto                                                        |
| 235,5/310 | SP-310 (Rodovia Washington Luís)                                           | São Carlos, (UFSCar)                            | Thales de Lorena Peixoto Júnior, Eng°, rodovia                             |
| 235,5/310 | SP-310 (Rodovia Washington Luís)                                           | Aeroporto de São Carlos e LATAM MRO             | Thales de Lorena Peixoto Júnior, Eng°, rodovia                             |
| 235,8/310 | SP-310 (Rodovia Washington Luís)                                           | São Carlos e (USP I)                            | Luís Augusto de Oliveira, avenida                                          |
| 235,8/310 | SP-310 (Rodovia Washington Luís)                                           | São Carlos                                      | Thales de Lorena Peixoto Júnior, Eng°, rodovia                             |
| 236,8/310 | SP-310 (Rodovia Washington Luís)                                           | São Carlos e (Tecumseh do Brasil)               | Acesso duplo direto                                                        |
| 240/310   | SP-310 (Rodovia Washington Luís)                                           | São Carlos, (UNICEP) e (USP II)                 | Miguel Petroni, avenida                                                    |
| 247/310   | SP-310 (Rodovia Washington Luís)                                           | Ibaté                                           | Acesso duplo                                                               |
| 248,7/310 | SP-310 (Rodovia Washington Luís)                                           | Ibaté                                           | Acesso duplo                                                               |
| 263/310   | SP-310 (Rodovia Washington Luís)                                           | Usina Tamoio                                    | Acesso duplo                                                               |
| 268/310   | SP-310 (Rodovia Washington Luís)                                           | Araraquara                                      | Ivo Najm, Engenheiro                                                       |
| 271,5/310 | SP-310 (Rodovia Washington Luís)                                           | Araraquara, Ribeirão Preto e Jaú (pela SP-255)  | Domingos Zanin, rua e SP-255                                               |
| 273,9/310 | SP-310 (Rodovia Washington Luís)                                           | Araraquara, UNESP                               | Presidente Vargas, avenida                                                 |
| 276/310   | SP-310 (Rodovia Washington Luís)                                           | Araraquara (pela avenida 36)                    | Engenheiro Heitor de Sousa Pinheiro                                        |
| 301/310   | SP-310 (Rodovia Washington Luís)                                           | Matão                                           | Carl Fischer                                                               |
| 340/310   | SP-310 (Rodovia Washington Luís)                                           | Cândido Rodrigues                               | Sonia Civolani Simonai                                                     |
| 375/310   | SP-310 (Rodovia Washington Luís)                                           | Pindorama e Catanduva                           | Alfredo Jorge                                                              |
| 395/310   | SP-310 (Rodovia Washington Luís)                                           | Catiguá                                         | João Martini Calbo                                                         |
| 402/310   | SP-310 (Rodovia Washington Luís)                                           | Termas de Ibirá Ibirá                           | Ângelo Motta                                                               |
| 411/310   | SP-310 (Rodovia Washington Luís)                                           | Uchoa                                           | Manoel Fernandes Datossa                                                   |
| 423/310   | SP-310 (Rodovia Washington Luís)                                           | Potirendaba                                     | João Neves                                                                 |
| 423/310   | SP-310 (Rodovia Washington Luís)                                           | Cedral                                          | Irineo Beolchi                                                             |
| 430/310   | SP-310 (Rodovia Washington Luís)                                           | São José do Rio Preto (Engenheiro Schmitt)      | Mariano Aparicio de la Mata, Padre                                         |
| 439/310   | SP-310 (Rodovia Washington Luís)                                           | São José do Rio Preto                           | Acesso direto                                                              |
| 453/310   | SP-310 (Rodovia Washington Luís)                                           | Mirassol                                        | Acesso direto                                                              |
| 464/310   | SP-310                                                                     | Neves Paulista                                  | Miguel Penhalves Martins                                                   |
| 473/310   | SP-310                                                                     | Nipoã                                           | João Pedro de Rezende                                                      |
| 482/310   | SP-310                                                                     | Poloni e União Paulista                         | Cândido Poloni, Prefeito                                                   |
| 499/310   | SP-310                                                                     | Macaubal                                        | Jamil Chamas                                                               |
| 499/310   | SP-310                                                                     | Sebastianópolis do Sul                          | Samuel Henrique de Carvalho                                                |
| 565/310   | SP-310                                                                     | Auriflama                                       | Arthur Fornazari Neto                                                      |
| 605/310   | SP-310                                                                     | Sud Mennucci                                    | José Benigo Gomes, Prefeito                                                |
| 621,9/310 | SP-310                                                                     | Pereira Barreto                                 | Valentim Felipe Stefanoni, Padre                                           |
| 053/312   | SP-312                                                                     | Pirapora do Bom Jesus (Anel rodoviário)         | Pedro Sabino de Brito                                                      |
| 025/315   | SP-315                                                                     | Lucianópolis                                    | Pedro Piazentin                                                            |
| 236/318   | SP-318 (Rodovia Engenheiro Thales de Lorena Peixoto Junior)                | UFSCar, Tecumseh do Brasil e bairros            | Trevo                                                                      |
| 236,5/318 | SP-318 (Rodovia Engenheiro Thales de Lorena Peixoto Junior)                | ABASC                                           | Acesso direto                                                              |
| 237,5/318 | SP-318 (Rodovia Engenheiro Thales de Lorena Peixoto Junior)                | Parque eco-esportivo Damha e bairros            | Trevo                                                                      |
| 242/318   | SP-318 (Rodovia Engenheiro Thales de Lorena Peixoto Junior)                | Varjão, Tutoya do Vale e outros                 | Acesso em rotatória                                                        |
| 243/318   | SP-318 (Rodovia Engenheiro Thales de Lorena Peixoto Junior)                | Valparaíso                                      | Acesso em rotatória                                                        |
| 245,5/318 | SP-318 (Rodovia Engenheiro Thales de Lorena Peixoto Junior)                | Água Vermelha e Santa Eudóxia                   | Avenida de ligação                                                         |
| 247,5/318 | SP-318 (Rodovia Engenheiro Thales de Lorena Peixoto Junior)                | Aeroporto de São Carlos                         | Acesso em rotatória                                                        |
| 249/318   | SP-318 (Rodovia Engenheiro Thales de Lorena Peixoto Junior)                | LATAM MRO                                       | Acesso em rotatória                                                        |
| 498/320   | SP-320                                                                     | Cosmorama                                       | Honório de Paula Ribeiro                                                   |
| 541/320   | SP-320                                                                     | Meridiano                                       | Tancredo de Almeida Neves, Presidente                                      |
| 550/320   | SP-320 (Fernandópolis)                                                     | Pedranópolis                                    | João Carlos Estuqui, Prefeito                                              |
| 569/320   | SP-320                                                                     | Estrela D'Oeste e São João das Duas Pontes      | Orlando Ribeiro da Silva                                                   |
| 568/320   | SP-320                                                                     | Estrela D'Oeste                                 | João Prato                                                                 |
| 610/320   | SP-320                                                                     | Santana da Ponte Pensa                          | Elzirio Martins de Sousa                                                   |
| 372/321   | SP-321                                                                     | Arealva                                         | Agostinho Pereira de Oliveira                                              |
| 333/322   | SP-322                                                                     | Sertãozinho                                     | Octávio Verri                                                              |
| 343/322   | SP-322                                                                     | Pontal                                          | Maurilio Biagi                                                             |
| 364/322   | SP-322                                                                     | Pitangueiras                                    | Nelson Marcellino da Silva                                                 |
| 375/322   | SP-322 (Pitangueiras)                                                      | Ibitiúva                                        | Guine Fernandes Serrana                                                    |
| 427/322   | SP-322                                                                     | Cajobi                                          |                                                                            |
| 442/322   | SP-322                                                                     | Olímpia                                         | Álvaro Brito                                                               |
| 458/322   | SP-322                                                                     | Distrito de Ribeiro dos Santos (Olímpia)        | Pedro Antunes Ferreira                                                     |
| 461/322   | SP-322                                                                     | Guaraci                                         | Roberto Azeda Ribeiro de Aguiar                                            |
| 473/322   | SP-322                                                                     | Altair                                          | Braulino Theodoro da Silva                                                 |
| 475/322   | SP-322                                                                     | Altair                                          | Joaquim Elias de Oliveira                                                  |
| 542/322   | SP-322                                                                     | Paulo de Faria                                  | Teófilo Joaquim Ribeiro                                                    |
| 602/322   | SP-322                                                                     | Cardoso                                         | Euzébio Pereira Borges                                                     |
| 312/326   | SP-326                                                                     | Dobrada                                         | Eugênio Comar                                                              |
| 318/326   | SP-326                                                                     | Santa Ernestina                                 | Sérgio Antonio Corona Filho                                                |
| 327/326   | SP-326                                                                     | Guariba                                         | José Corona                                                                |
| 357/326   | SP-326                                                                     | Taiúva e Taiaçu                                 | Alpheu Rampazzo, Doutor                                                    |
| 357/326   | SP-326                                                                     | Taiúva                                          | Pedro Luís Furlan                                                          |
| 421/326   | SP-326                                                                     | Barretos                                        | Necker Carvalho de Camargo, Engenheiro                                     |
| 007/327   | SP-327                                                                     | Santa Cruz do Rio Pardo                         | Plácido Lorenzetti                                                         |
| 180/328   | SP-328 (Região Norte de Pirassununga)                                      | Porto Ferreira                                  | Sem denominação                                                            |
| 224/328   | SP-328                                                                     | Santa Rita do Passa Quatro (km 224,1 da SP-328) | João Zanardo                                                               |
| 082/330   | SP-330 (Rodovia Anhangüera)                                                | Valinhos                                        | Guilherme Mamprim, Comendador                                              |
| 102/330   | SP-330 (Rodovia Anhangüera)                                                | SP-348 (Rodovia dos Bandeirantes)               | Adalberto Panzan                                                           |
| 110/330   | SP-330 (Rodovia Anhangüera)                                                | Paulínia                                        | Rodovia Adauto Campo Dall'Orto                                             |
| 115/330   | SP-330 (Rodovia Anhangüera)                                                | Sumaré                                          | Virginia Viel Campo Dall’Orto                                              |
| 119/330   | SP-330 (Rodovia Anhangüera)                                                | Nova Odessa                                     | Arnaldo Julio Mauerberg                                                    |
| 193/3330  | SP-330 (Rodovia Anhangüera)                                                | Santa Cruz da Conceição                         | José Gagheggi, Prefeito                                                    |
| 198/330   | SP-330 (Rodovia Anhangüera)                                                | Santa Cruz da Conceição                         | Gumercindo Brull                                                           |
| 241/330   | SP-330 (Rodovia Anhangüera)                                                | Santa Rita do Passa Quatro                      | Zequinha de Abreu                                                          |
| 327/330   | SP-330 (Rodovia Anhangüera)                                                | Jardinópolis                                    | Arthur Costacurta, Doutor                                                  |
| 241/330   | SP-330 (Rodovia Anhangüera)                                                | Nuporanga                                       | Waldir Canevari                                                            |
| 381/330   | SP-330 (Rodovia Anhangüera)                                                | São Joaquim da Barra                            | José Eduardo Ferreira Sobrinho                                             |
| 426/330   | SP-330 (Rodovia Anhangüera)                                                | Buritizal                                       | José Schiavoltelo                                                          |
| 027/331   | SP-331                                                                     | Nova Europa                                     | Ovidio Bergamin, Vereador                                                  |
| 127/331   | SP-331                                                                     | Balbinos                                        | Arcirio Rigotto                                                            |
| 042/332   | SP-332 (Rodovia Presidente Tancredo de Almeida Neves)                      | Francisco Morato                                | Manoel Silvério Pinto                                                      |
| 129/332   | SP-332 (Rodovia Professor Zeferino Vaz)                                    | Paulínia                                        |                                                                            |
| 015/333   | SP-333                                                                     | Santa Cruz da Esperança                         | Anna Victória Prates                                                       |
| 098/333   | SP-333                                                                     | Barrinha                                        | Ana Aparecida Dejani Lisboa                                                |
| 112/333   | SP-333                                                                     | Jaboticabal                                     | Paulo Donato Castellane, Professo                                          |
| 119/333   | SP-333                                                                     | Jaboticabal                                     | Nisoji Fujisaki                                                            |
| 209/333   | SP-333                                                                     | Borborema                                       | Antonio Muzutto                                                            |
| 147/333   | SP-333                                                                     | Taquaritinga                                    | Thyrso Micali, Engenheiro                                                  |
| 247/333   | SP-333                                                                     | Guarantã                                        | Américo Augusto Pereira, Prefeito                                          |
| 333       | SP-333                                                                     | Álvaro de Carvalho                              | Mamede de Barreto                                                          |
| 407/334   | SP-334                                                                     | Ribeirão Corrente                               | Felipe Calixto                                                             |
| 310/338   | SP-338 (Cajuru)                                                            | Cássia dos Coqueiros                            | Narciso Ferreira Lopes, Coronel                                            |
| 115/340   | SP-340 Rodovia Governador Adhemar de Barros                                | Campinas                                        | Miguel Noel Nascentes Burnier, Engenheiro                                  |
| 157/340   | Interligação da SP-340 (Rodovia Governador Adhemar de Barros) a            | SP-147 (Mogi Mirim)                             | Jamil Bacar, Prefeito                                                      |
| 178/340   | SP-340 Rodovia Governador Adhemar de Barros (km 178,68)                    | Estiva Gerbi                                    | José Lanzi, Doutor                                                         |
| 279/340   | SP-340 Rodovia Governador Adhemar de Barros                                | Mococa                                          | Edgard de Freitas, Jornalista                                              |
| 059/345   | SP-345                                                                     | São José da Bela Vista                          | Sebastião Queiroz                                                          |
| 101/345   | SP-345                                                                     | Ipuã                                            | Paulino Clemente                                                           |
| 270/350   | SP-350                                                                     | São José do Rio Pardo                           | Lupércio Torres                                                            |
| 003/351   | SP-351                                                                     | Santo Antônio da Alegria                        | Fioravante Belutti, Professor                                              |
| 191/351   | SP-351                                                                     | Catanduva (Usina)                               | Antonio Ruete, Professor                                                   |
| 471/351   | SP-351                                                                     | Viradouro                                       | José Walter da Silva Porto, Coronel                                        |
| 137/360   | SP-360                                                                     | Monte Alegre do Sul                             | Pedrina Maria da Silva Valente, Professora                                 |
| 004/379   | SP-379                                                                     | Ibirá (Vila Ventura)                            | Francisco Sansão                                                           |
| 006/379   | SP-379                                                                     | Ibirá (Vila Ventura)                            | Francisco Sansão                                                           |
| 024/379   | SP-379                                                                     | Urupês                                          | Chafik Saab, Comendador                                                    |
| 162/387   | SP-387 (BR-153 – Rodovia Transbrasiliana)                                  | Promissão                                       | Antonio Dinalli, Major                                                     |
| 175/387   | SP-387 (BR-153 – Rodovia Transbrasiliana - 2º acesso)                      | Guaiçara                                        | Hermínio Paisan                                                            |
| 175/387   | SP-387 (BR-153 – Rodovia Transbrasiliana)                                  | Guaimbê                                         | Gonzo Hataka                                                               |
| 303/387   | SP-387 (BR-153 – Rodovia Transbrasiliana)                                  | Campos Novos Paulista                           | Bruno Giovanetti, Engenheiro                                               |
| 327/387   | SP-387 (BR-153 – Rodovia Transbrasiliana)                                  | São Pedro do Turvo                              | Antonio Guimarães Junior                                                   |

### SP-413 até SP-487
| N° SP     | Início             | Término                                 | Denominação                          |
| --------- | ------------------ | --------------------------------------- | ------------------------------------ |
| 029/421   | SP-421             | Lutécia                                 | Jurandir Fiori, Prefeito             |
| 047/421   | SP-421 (km 48,805) | Borá                                    | José Berto, Vereador                 |
| 048/421   | SP-421             | Paraguaçu Paulista                      | Durval Garms (Neguinho)              |
| 028/425   | SP-425             | Miguelópolis                            | Ariosto Lino de Sousa                |
| 137/425   | SP-425             | Olímpia                                 | Wilken Manoel Neves, Doutor          |
| 171/425   | SP-425             | Guapiaçu                                | Francisco Pulici                     |
| 266/425   | SP-425             | Barbosa                                 | João Caetano Campos de Almeida       |
| 311/425   | SP-425             | Braúna                                  | Waldemar Marotta                     |
| 328/425   | SP-425             | Clementina                              | Francisco de Assis Vasques, Vereador |
| 339/425/4 | SP-425             | Piacatu e Gabriel Monteiro              | Eliseo Bernabé                       |
| 431/425   | SP-425             | Caiabu                                  | Salim Farah Maluf                    |
| 020/427   | SP-427             | Ipiguá                                  | Maria Lucia de Oliveira, Vereadora   |
| 018/461   | SP-461             | Birigui e Araçatuba                     | Teotônio Vilela, Senador             |
| 019/461   | SP-461             | Birigui                                 | Hélio Hubens Najas Camargo           |
| 140/461   | SP-461             | Álvares Florence                        | Geraldo Marques                      |
| 096/463   | SP-463             | Auriflama                               | Irmãos Bonetto                       |
| 169/463   | SP-463             | Fátima Paulista – Distrito de Turmalina | José Valter Vazarim                  |
| 174/463   | SP-463             | Turmalina                               | Julio Cavalheiro                     |
| 181/463   | SP-463             | Populina                                | Léo Lucchese, Doutor                 |

### SP-501 até SP-595 + SP-613
| N° SP   | Início | Término         | Denominação                           |
| ------- | ------ | --------------- | ------------------------------------- |
| 127/563 | SP-563 | Dracena         | Byron de Azevedo Nogueira, Engenheiro |
| 215/563 | SP-563 | Pereira Barreto | Vereador Dourival da Silva Lousada    |
| 022/595 | SP-595 | Itapura         | Geremia Lunardelli                    |